# Зоряне (Миргородський район)
Зоряне (до 2025 — Зірка) —  село в Україні, у Лохвицькій міській громаді Миргородського району Полтавської області. Населення становить 20 осіб. До 2020 року орган місцевого самоврядування — Гирявоісковецька сільська рада.

## Географія
Село Зоряне примикає до села Балка, на відстані 1 км від села Веселе. По селу протікає пересихаючий струмок з загатою

## Історія
12 червня 2020 року, відповідно до розпорядження Кабінету Міністрів України № 721-р «Про визначення адміністративних центрів та затвердження територій територіальних громад Полтавської області», село увійшло до складу Лохвицької міської громади.
19 липня 2020 року, в результаті адміністративно - територіальної реформи та ліквідації Лохвицького району, село увійшло до складу новоутвореного Миргородського району Полтавської області.
22 червня 2023 року рішенням Національної комісії зі стандартів державної мови віднесено до списку населених пунктів, які «можуть не відповідати лексичним нормам української мови», зокрема стосуватися «російської імперської чи колоніальної політики». Громаді рекомендовано обґрунтувати доцільність збереження поточної назви або запропонувати нову назву в установленому законодавством порядку.
05 червня 2025 року відповідно до Постанови Верховної Ради України № 4483-IX село Зірка було перейменовано на село Зоряне. Постанова набула чинності 18 червня 2025 року.